# Giulio Cesare Aranzio
Giulio Cesare Aranzio, o Aranzi; noto semplicemente anche come Aranzio (in latino Julius Caesar Arantius; Bologna, 1530 – Bologna, 7 aprile 1589), è stato un medico e anatomista italiano rinascimentale.
Nel 1570 divenne docente di anatomia umana all'Università di Bologna. L'insegnamento dell'anatomia a Bologna si basava principalmente sull'esecuzione di dissezioni pubbliche, ma era alquanto irregolare e non esisteva una cattedra di anatomia; lo Statuto del 1405 stabiliva che «qualsiasi medico, richiesto dagli studenti, potesse eseguire la dissezione anatomica». Le disposizioni dello Statuto rimasero in vigore fino al 1570, quando gli ufficiali dello Studium o del Senato accademico approvarono un decreto che modificava lo statuto dell'insegnamento dell'anatomia, stabilendo che vi fosse una Cattedra di anatomia e un professore ordinario nominato per tale cattedra, separato dalla Cattedra di chirurgia. Accanto al nome di Aranzio comparve così, accanto al titolo ad lecturam chirurgiae, per la prima volta un'altra intestazione: ad anathomiam ordinariam. Questo evento fu un grande passo avanti nella storia dell'anatomia, anche se la separazione non fu assoluta fino alla metà del XVII secolo.
A lui si devono la descrizione dell'eponimo dotto venoso e degli eponimi noduli della valvola aortica; nel 1564 coniò il termine ippocampo.

## Opere
- De humano foetu opusculum, Roma, 1564; Venezia, 1571; Basilea, 1579.
- De tumoribus secundum locus affectum, Bologna, 1571.
- In Hippocrates librum de vulneribus capitis, Leida, 1580.
- Observationes anatomicae, Basilea, 1579; Venezia, 1587.
- De tumoribus prater naturam secundum locos affectus liber, Venezia, 1587.
- De humano foetu liber, Venezia, 1587.
- Anatomicarum observationum liber, Venezia, 1587.
- De humano foetu, Venezia, Bartolomeo Carampello, 1595.
- In Hippocrates librum de vulneribus capitis, Leida, Joannes Maire, 1639.